# Peter Lindroos
Paul Peter Christer Lindroos, född 26 februari 1944 i Pojo, Finland, död 17 november 2003 i Tjörnarp, Sverige, var en finländsk operasångare (tenor) och professor i sång. Peter Lindroos är far till operasångaren Petri Lindroos.

## Utmärkelser
- Beniamino Giglipriset,  1994

[Redigera Wikidata]